# عنصر أولي
في الرياضيات وخاصة في الجبر المجرد، عنصر أولي من حلقة تبادلية هو عنصر غير مساو للصفر يملك خصائص تشبه خصائص الأعداد الأولية بالنسبة إلى الأعداد الطبيعية. ينبغي رد الانتباه إلى أن مفهوم العنصر الأولي يختلف عن مفهوم العنصر غير القابل للاختزال. هذان المفهومان يتطابقان في المجالات ذات التعميل الوحيد ويختلفان في غيره.

## التعريف
عنصر أولي من حلقة {\displaystyle R\!} هو عنصر {\displaystyle a} غير مساو للصفر وغير قابل للعكس ويولد مثاليًّا أوليًّا. 
يمكن ملاحظة أنه عندما يكون {\displaystyle a} قاسمًا لجداء في {\displaystyle R\!}، يكون {\displaystyle a} قاسمًا لأحد العوامل.
نجد في المجال الصحيح أن كل عنصر أولي غيرُ قابل للاختزال، ولكن العكس لا يتحقق إلا في مجالات التحليل الوحيد. الحلقة {\displaystyle Z[i{\sqrt {(}}5)]}، حيث {\displaystyle i} وحدة تخيلية، ليست مجال تحليل وحيدًا؛ فحيث أن العنصر {\displaystyle 2} غير قابل للاختزال، إلا أنه ليس أوليًّا؛ لأنه قاسم للجداء {\displaystyle (1-i{\sqrt {(}}5))(1+i{\sqrt {(}}5))=6}، لكنه ليس قاسمًا لأي من عوامل هذا الجداء.